# Maximilian Joseph von Thurn und Taxis

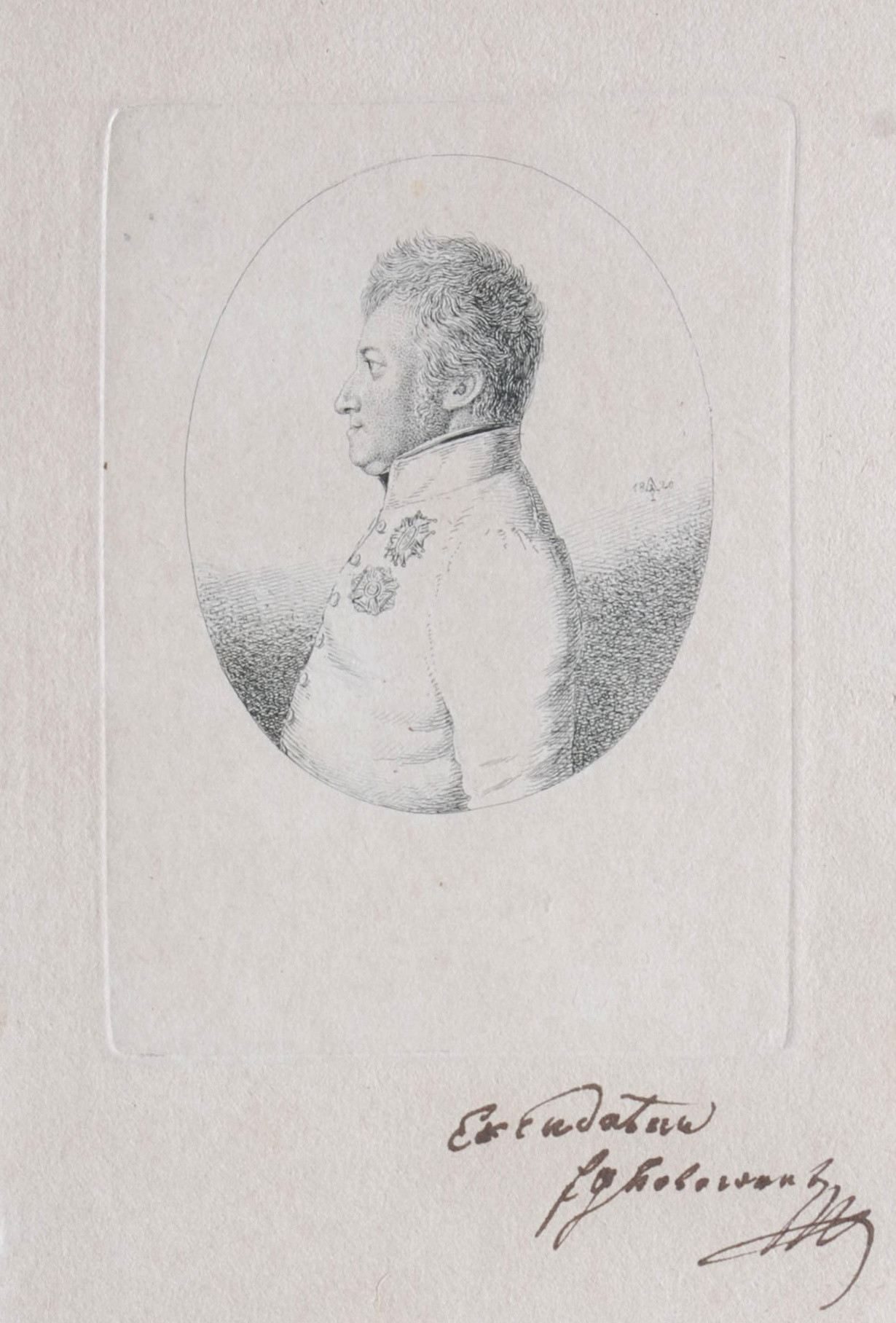
Maximilian Joseph von Thurn und Taxis

Prinz Maximilian Joseph von Thurn und Taxis (* 29. Mai 1769 in Regensburg; † 15. Mai 1831 in Prag) war ein kurbayrischer und später kaiserlicher Generalmajor. Er war der Begründer der böhmischen Linie des Hauses Thurn und Taxis und Stammvater der italienischen Herzöge von Castel Duino.

## Leben

### Herkunft
Er war der Sohn des Fürsten Alexander Ferdinand (1704–1773) aus seiner dritten Ehe mit Maria Henriette Josepha (1732–1772), Prinzessin von Fürstenberg-Stühlingen.

### Militärkarriere
Bereits als dreijähriger Prinz erhielt er am 29. April 1772 vom gleichnamigen Kurfürsten von Bayern die Inhaberschaft über das von dem Prinzen Christian errichtete Kürassier-Regiment Taxis. 1785 wurde er zum Ritter des Hubertusordens und am 18. Mai 1790 zum bayerischen Oberst der Kavallerie ernannt. Maximilian Joseph trat am 19. Mai 1798 in kaiserliche Dienste, wo er sich im italienischen Feldzug 1799 an der Spitze des k.k. Dragonerregiments Fürst Lobkowitz bewährte. Infolge einer in der Schlacht bei Marengo (Juni 1800) erhaltenen schweren Verletzung musste er seine aktiven Militärlaufbahn abbrechen. Am 24. Juli 1800 wurde er in seinem Rang als österreichischer Generalmajor bestätigt.

### Hofämter
Seit dem 1. Dezember 1803 bekleidete er die Stelle eines Gardekapitäns des vertriebenen Großherzogs von Toskana und jetzigen Kurfürsten von Salzburg, Erzherzog Ferdinand, bis dieser nach dem Wiener Kongress 1814 die Regierung in Italien wieder erlangen konnte.

### Lebensabend und Tod
Maximilian Josef übersiedelte 1815 mit seiner Familie nach Prag. Er verstarb 1831 und wurde in der Familiengruft zu Seitzin in der Herrschaft Dobrawitz beigesetzt.

## Ehe und Nachkommen
Am 6. Juni 1791 vermählte er sich zu Prag mit der Prinzessin Maria Eleonore von Lobkowitz (* 22. April 1770 in Prag; † 9. November 1834 in Lautschin), mit der er sechs Söhne hatte, die alle hohe Offiziersränge erlangten:
- Karl Anselm (1792–1844) ⚭ Maria Isabella Gräfin von und zu Eltz gen. Faust von Stromberg
- August Maria Maximilian (1794–1862)
- Joseph (1796–1857), bayerischer Generalmajor
- Karl Theodor (1797–1868), bayerischer General der Kavallerie, ⚭ Juliana Carolina Gräfin von Einsiedel
- Friedrich Hannibal (1799–1857), österreichischer General der Kavallerie
- Wilhelm (1801–1848), österreichischer Generalmajor

Maximilian Joseph von Thurn und Taxis hatte 1797 das böhmische Inkolat erhalten, seine Nachkommen erwarben 1838 die Tiroler Landstandschaft. 1809 bis 1945 besaßen sie die böhmische Herrschaft Luschen/Lautschin (Loučeň). 1831 ließ Prinz Karl Anselm (1792–1844) das Schloss Dobrovice zur größten Zuckerfabrik Böhmens umbauen.

### Italienische Herzöge von Castel Duino
Prinz Karl Anselm (1792–1844) heiratete Maria Isabella Gräfin von und zu Eltz gen. Faust von Stromberg und hatte mit ihr Nachkommen, darunter Prinz Hugo (1817–1889). Er heiratete Almeria Gräfin von Belcredi und hatte mit ihr Nachkommen, darunter Prinz Alexander (1851–1939), welcher Prinzessin Marie zu Hohenlohe-Waldenburg-Schillingsfürst heiratete. Prinzessin Marie erhielt von ihrer Mutter, Gräfin Theresa Maria von Thurn-Hofer und Valsassina († 1893), das Schloss Duino bei Triest und wurde bekannt als Förderin Rainer Maria Rilkes, der dort seine Duineser Elegien schrieb und auch in Loučeň ihr Gast war. Aus ihrer Ehe mit Prinz Alexander von Thurn und Taxis (1851–1939) stammten mehrere Nachkommen, darunter Prinz Alexander (1881–1937). Dieser wurde 1923 als Principe della Torre e Tasso italienischer Bürger und vom italienischen König zum Herzog von Castel Duino erhoben.